# 波列斯瓦夫 (大波蘭)
虔誠者波列斯瓦夫 (1224年/27年—1279年4月14日) 是皮雅斯特王朝成員，大波蘭公爵（1239年-1247年在位）（部分歷史學家認為1239年-1241年僅統治烏伊希切）、卡利什公爵（1247年-1249年在位）、格涅茲諾公爵（1249年-1250年在位），格涅茲諾-卡利什公爵（1253年-1257年在位），1257年-1273年統治整個大波蘭及波茲南，1261年掌控沃德，1262-1264年擔任馬佐夫舍、普沃茨克和切爾克斯克公國的攝政，1268-1273年統治比得哥什，1271-1273年任伊諾弗羅茨瓦夫公爵，1273年起任格涅茲諾-卡利什公爵直至去世。
波列斯瓦夫是大波蘭公爵瓦迪斯瓦夫·歐登尼采與妻子雅德薇加（可能為波美拉尼亞公爵梅斯溫一世之女或普熱米斯爾王朝成員）的次子。其名字在皮雅斯特王朝中極為常見，因此無法確定具體以哪位先祖命名。波列斯瓦夫生前被《波茲南大教堂編年史》賦予「虔誠者」（拉丁語：Pius）稱號。1264年，波列斯瓦夫頒布了首部針對大波蘭猶太人的書面特權法令。

## 早年
波列斯瓦夫的童年正值其父與叔父瓦迪斯瓦夫三世因繼承問題導致的激烈領土爭鬥。儘管戰亂頻仍，瓦迪斯瓦夫·歐登尼采仍重視子女教育，使波列斯瓦夫與其兄普熱梅斯瓦夫一世均能讀寫拉丁文。

## 普熱梅斯瓦夫一世的監護期
1239年6月5日瓦迪斯瓦夫·歐登尼采去世時，波列斯瓦夫尚未成年，初期由其兄普熱梅斯瓦夫一世獨掌政權。歷史學家一致認為兄弟繼承的領土最初僅限烏伊希切和納克沃等北部地區，但1241年起他們逐步收復失地：於1243年奪回波茲南和格涅茲諾公國大部份地區、於1244年收復卡利什、於1247年奪回桑托克、及於1249年收復維隆。
1244年，波列斯瓦夫支持兄長對抗以波茲南主教博古法瓦二世為首的貴族-教會聯盟（爭議源於其父臨終前授予的特權）。1245年4月24日，普熱梅斯瓦夫一世在格涅茲諾的聖道博紀念彌撒上為波列斯瓦夫授騎士銜，標誌其成年。
因為公國的不可分割令波列斯瓦夫並不滿意。1247年，他說服其兄普熱梅斯瓦夫一世劃出專屬其統治的領地：普羅斯納河與普熱門特之間、瓦爾塔河以北直至奧得河的區域；簡言之，即卡利什公國。此劃分雖對波列斯瓦夫頗為不公，卻獲教會認可。當他提出抗議時，更遭威脅會被絕罰。儘管擁有獨立轄區，波列斯瓦夫並未自主開展外交政策，此權仍由其兄掌控。這點在與庫亞維公爵卡齊米日一世爭奪拉茲卡領地時顯露無遺——該地原是亨里克二世作為嫁妝贈予其女康斯坦絲（即卡齊米日一世的第二任妻子），但瓦迪斯瓦夫·歐登尼采的諸子拒不承認此決定。雙方最終和解，甚至與庫亞維公爵結盟，徹底終止爭奪該地的企圖。
1249年，不滿兄長監護的波列斯瓦夫說服其重新分割祖產。他獲得卡利什公國、格涅茲諾公國及新近歸還奧多尼茨諸子的維隆地區。此次分割表面平和，因同年兄弟倆便聯手支持格沃古夫公爵康拉德一世對抗其兄（禿頭）波列斯瓦夫二世。然1250年5月19日突發蹊蹺事件，《大波蘭編年史》載：
普熱梅希爾囚禁其弟波列斯瓦夫，奪其全部領土與城堡。
此番衝突顯然非同小可，波列斯瓦夫直至1253年4月20日方在大波蘭教會權勢人物施壓下獲釋。兄弟最終和解於同年五月在格耶茨附近的波戈熱利察會談中達成，經格涅茲諾大主教佩烏卡調停，波列斯瓦夫重獲卡利什-格涅茲諾公國。此後兄弟合作無礙，然波列斯瓦夫仍被排除於大波蘭外交決策之外。1254年5月8日，他參與在克拉科夫舉行的皮雅斯特諸侯全民大會（慶祝聖斯坦尼斯瓦夫封聖），會上決議組建反波美拉尼亞公爵斯溫托佩烏克二世的聯盟。與會諸侯包括其兄普熱梅希爾一世、庫亞維公爵卡齊米日一世、馬佐夫舍公爵謝莫維特一世、奧波萊公爵瓦迪斯瓦夫及貞潔者波列斯瓦夫五世。同年九月，波列斯瓦夫參與其兄與格沃古夫公爵康拉德一世聯合發動的征討白公爵亨里克三世軍事行動。

## 獨立統治

### 對外政策
1257年6月4日，普熱梅斯瓦夫一世去世，享年36歲。隨著兄長的過世，波列斯瓦夫迎來了新的發展機會。他成為大波蘭無可爭議的唯一統治者。儘管其兄長的遺腹子普熱梅斯瓦夫二世於同年10月14日出生，但波列斯瓦夫仍是他的監護人，直到他成年。波列斯瓦夫外交政策的首個新舉措是1258年與匈牙利國王貝拉四世之女約倫塔公主（海倫娜）結婚。這場婚姻使波列斯瓦夫與匈牙利結下永久的友誼，這體現在巴本堡王朝絕嗣後匈牙利在與波希米亞的戰爭中給予的援助。然而，對波列斯瓦夫而言，這一聯盟的代價是1267-1268年冬季，波希米亞國王奧托卡二世的軍隊在他遠徵普魯士歸來時，對大波蘭進行徹底的破壞。這場戰爭的其中一個階段是1273年秋天，波列斯瓦夫與貞潔者波列斯瓦夫五世和萊謝克二世一起前往拜訪普熱米斯爾王朝的盟友奧波萊公爵瓦迪斯瓦夫。

### 與馬佐夫舍與庫亞維關係
1258-1261年間，波列斯瓦夫為爭奪拉茲卡與庫亞維公爵卡齊米日一世及其盟友波美拉尼亞公爵斯溫托佩烏克二世開戰。為此，身為大波蘭公爵的波列斯瓦夫與波美拉尼亞-德明公爵瓦爾蒂斯瓦夫三世、馬佐夫舍公爵謝莫維特一世、波列斯瓦夫五世以及新格魯多克親王羅曼·丹尼洛維奇結盟。戰爭以大波蘭的全面勝利告終，拉茲卡歸於大波蘭。正式條約於1259年11月29日簽署；然而，卡齊米日一世推遲履行協議的規定，導致1261年發動新一輪軍事遠征。
1262年馬佐夫舍公爵謝莫維特一世被立陶宛人的軍隊殺害後，其長子康拉德亦被囚，兩名兒子康拉德二世和波列斯瓦夫皆未成年，因此，波列斯瓦夫擔任其領地包括馬佐夫舍、普沃茨克和切爾克斯克公國的攝政兩年直至康拉德二世於1264年被釋放回馬佐夫舍。
1268年，波列斯瓦夫再次干涉庫亞維事務。卡齊米日一世之子伊諾弗羅茨瓦夫的謝莫米斯烏奉行與條頓騎士團及其岳父波美拉尼亞公爵桑博爾二世保持密切聯繫的政策。這引起了當地貴族的強烈不滿，他們向波列斯瓦夫求助。大波蘭公爵迅速佔領拉傑尤夫、克魯什維察和比得哥什的城堡；然而，傑莫米斯瓦亦迅速行動使其暫時重新控制這些領地。
儘管取得初步成功，謝莫米斯烏仍繼續推行他的德意志-波美拉尼亞政策，這引發其臣民的新一輪叛亂，他們再次向波列斯瓦夫求助：1271年，波列斯瓦夫入侵伊諾弗羅茨瓦夫公國，迫使謝莫米斯烏逃亡。波列斯瓦夫一直保有公國，直到 1273年，他才將公國交給謝莫米斯烏的兄長萊謝克二世 (Leszek II the Black)，但拉傑尤夫 (Radziejów) 和克魯什維察 (Kruszwica) 除外，這兩個地方仍歸屬於大波蘭。

### 對勃蘭登堡的戰爭
自開始獨立統治，波列斯瓦夫便與阿斯坎尼家族統治的勃蘭登堡藩侯國建立聯繫，延續其兄普熱梅斯瓦夫一世的政策——後者甚至將長女康斯坦絲許配給勃蘭登堡藩侯約翰一世之子康拉德。普熱梅斯瓦一世去世三年後（1260年），康斯坦絲與康拉德正式成婚。經1260年7月1日於波茲南召開的大波蘭議會（wiec）同意，勃蘭登堡獲得桑托克城堡區（不含重要主城）作為嫁妝。
然而這段聯姻帶來的和平轉瞬即逝。1265年初，勃蘭登堡佔領桑托克主城，撕毀協議。經緊急外交斡旋，波列斯瓦夫很快與勃蘭登堡簽訂新約：大波蘭拆除德雷茲登科的要塞，勃蘭登堡則焚毀桑托克要塞。但1269年戰火再起——勃蘭登堡在蘇倫欽修建要塞，波列斯瓦夫隨即於緬濟熱奇如法炮製。同年，勃蘭登堡藩侯進攻緬濟熱奇失敗，波列斯瓦夫反攻至萊布斯，並焚毀蘇倫欽新建要塞等數座據點。雙方再度議和，互相歸還桑托克與德雷茲登科要塞。但1270年勃蘭登堡再度奪取德雷茲登科，導致波列斯瓦夫於1271年春向桑托克及諾伊馬克地區發動大規模遠征，雖蹂躪這片土地，卻未能收復失去的領地。
戰事不僅限於邊境。1272年，波列斯瓦夫與格但斯克-波美拉尼亞公爵梅斯溫二世結盟；次年（1273年），他雖向勃蘭登堡重申效忠並承諾協助抗敵（大波蘭公爵除外），卻再度發兵遠征。此次名義上由其侄普熱梅斯瓦夫二世統帥，實際指揮權掌握在波茲南督軍普熱德佩烏克·沃吉亞與卡利什城守揚內克手中。他們成功奪回德雷茲登科與斯切爾采。波列斯瓦夫生前最後一次遠征發生於1278年夏，大波蘭軍隊推進至梅希利布日，最終收復桑托克。

### 內政
波列斯瓦夫延續普熱梅斯瓦夫一世的政策，留任其指派的貴族，並通過慷慨捐贈與教會保持良好關係，同時試圖影響重要教職任命。1259年，方濟各會在他的支持下入駐格涅茲諾。其統治期間開工的格涅茲諾貧窮佳蘭隱修會，直至普熱梅斯瓦夫二世去世時仍未完工。
1264年8月16日，波列斯瓦夫頒布大波蘭首部猶太人書面特權法令（《卡利什法》），規範猶太群體的司法管轄權、信貸與商業活動。這部相對寬容的法令成為波蘭猶太特權的基礎，沿用至1795年。

### 晚年
1273年對勃蘭登堡遠征勝利後，普熱梅斯瓦夫二世要求分封獨立公國。面對壓力，波列斯瓦夫妥協，將波茲南地區劃歸侄子，並安排其與梅克倫堡領主亨利一世之女盧德加達聯姻（後者為波美拉尼亞公爵巴爾寧一世的孫女），以強化西波美拉尼亞聯盟。但兩人的政治路線很快分歧：普熱梅斯瓦夫二世與亨里克四世結盟，而波列斯瓦夫則利用1277年亨里克四世被囚之機迫使其作出財政讓步。為鞏固政策，波列斯瓦夫將長女伊麗莎白嫁給萊格尼察公爵胖子亨里克五世。
1279年4月14日，波列斯瓦夫逝於卡利什，安葬於波茲南聖伯多祿聖保祿聖殿總主教座堂。

## 婚姻與子女
1258年，波列斯瓦夫與匈牙利國王貝拉四世的女兒約倫塔（海倫娜）（1244年—1304年6月16/17日後）結婚。他們育有子女：
1. 伊莉莎白（英语：Elisabeth of Kalisz） (1261年/63年—1304年9月)，1273年與萊格尼察公爵亨里克五世結婚。
2. 雅德薇加（英语：Jadwiga of Kalisz）(1270年/75年—1339年12月10日)，1293年1月嫁給庫亞維公爵瓦迪斯瓦夫一世（Władysław I the Elbow-high）[4]，1320年後成為波蘭國王。
3. 安娜 (1276/78年—1300年之前)，1293年格涅茲諾的修女。

波列斯瓦夫一世去世後，無子嗣，大波蘭公國全部傳給他唯一的侄子普熱梅斯瓦夫二世。普熱梅斯瓦夫二世於1295年加冕為波蘭國王，但隔年遭人暗殺。隨著他的去世，皮亞斯特王朝的大波蘭分支也隨之消亡。